# Calle Claus
Calle Claus (* 1971 in Braunschweig) ist ein deutscher Comiczeichner und -texter, Illustrator und Hörspielautor.

## Leben
Calle Claus verbrachte seine Kindheit und Jugend in Hannover, wo er nach dem Abitur einige Semester Germanistik studierte, bevor er 1994 nach Hamburg umzog, um an der HAW Armgartstraße Illustration zu studieren. Während des Studiums veröffentlichte er mehrere Comicgeschichten im studentischen Comic-Magazin Unangenehm, von dem insgesamt fünf Ausgaben erschienen. Nach einigen Heften im Selbstverlag – Schwindel (1997), Schwurbel (1998), sowie Das Gefühl (1998) – war Elbsirene 1999 seine erste „ordentliche“ Verlags-Veröffentlichung: Die an ein Kapitel des Ulysses angelehnte Geschichte erschien beim Berliner Verlag Jochen Enterprises, sie war zugleich seine Diplomarbeit. Nach dem jähen Ende von Jochen landete Claus beim Wuppertaler Verlag Edition 52, bei dem er weitere Hefte veröffentlichte: Das Bildnis einer jungen Dame (2001), Zuckerkick (2002) und Heart Core Stories (2003). Darüber hinaus erschien bei Berlin Comix in Teufel & Pistolen #5 die lange Geschichte Schoolyard Love, sowie bei Reprodukt das Mini-Heft Spring! (2002) in der Reihe R-24. Außerdem wurden Beiträge in Anthologien wie unter anderem Panik Elektro, Strapazin, Warburger, Zone 5300 und Beeldstorm veröffentlicht.
Claus war auch als Texter verschiedener Comicserien tätig, zumeist im Auftrag der Ully-Arndt-Studios in Hamburg. So schrieb er lange Zeit die Mecki-Comics für die Hörzu (Wittek war für die Zeichnungen verantwortlich), die interaktive Comicserie Der Reporter für Bild.de, und den täglichen Zeitungsstrip Lilly, ebenfalls für Bild. Außerdem textet er Hörspiel-Episoden und Comics für die erfolgreiche Kinderserie Die Teufelskicker.
2004 entwickelte Claus das erste Comic-Cover für die Band Wir sind Helden. Im März 2007 erschien sein Buch Findrella, ein Unterwasser-Märchen ohne Worte. Ab März 2006 druckte die Hamburger Stadt-Illustrierte „hamburg-pur“ seine Comicserie Die Schanzen-Babes, in der zwei Szene-Girls, Liz und Gwen, die Hansestadt unsicher machen. Als im Mai 2010 der letzte Comic erschien, wurden alle Comic-Strips aus 4 Jahren in dem Sammelalbum Galáo to go veröffentlicht.
Im September 2012 erscheint, ebenfalls bei Edition 52, Claus’ bislang umfangreichste Comicgeschichte White Line. Ein namenloser junger Mann erlebt hier eine Reihe seltsamer Episoden, die sich nach und nach zu einem geheimnisvollen Ganzen fügen. Claus zeichnete außerdem die Comicserie Die Mädchen für die Musikzeitschrift Intro. Für die Storys war hier Linus Volkmann verantwortlich. Für die Zeitschrift Cicero zeichnet und textet er eine regelmäßige Comicseite mit aktuellem politischem Bezug unter der Rubrik Zeichensprache. 2016 erschien beim Zwerchfell-Verlag das Buch „Dorle“, gemeinsam getextet und gezeichnet mit Olli Ferreira.
Außerdem unterrichtet er Comiczeichnen an der Hamburger Volkshochschule und bei der Comicademy.

## Veröffentlichungen
- Elbsirene. Jochen Enterprises, Berlin 1999, ISBN 3-930486-87-3.
- Das Bildnis einer jungen Dame. Edition 52, Wuppertal 2001, ISBN 3-935229-11-9.
- Spring!. Reprodukt, Berlin 2002, ISBN 3-931377-79-2.
- Zuckerkick Edition 52, Wuppertal 2002, ISBN 3-935229-18-6.
- Heart Core Stories. Edition 52, Wuppertal 2003, ISBN 3-935229-24-0
- Teufel & Pistolen #5. Berlin Comix, Berlin 2005.
- Findrella. Edition 52, Wuppertal 2007, ISBN 978-3-935229-46-3.
- Galáo to go – Das Schanzenbabes-Album. Edition 52, Wuppertal 2010, ISBN 978-3-935229-72-2.
- White Line. Edition 52, Wuppertal 2012, ISBN 978-3-935229-92-0.
- Dorle. Zwerchfell-Verlag, Hamburg 2016, ISBN 978-3-943547-26-9.